# Puisieux (Pas-de-Calais)
Puisieux is een gemeente in het Franse departement Pas-de-Calais (regio Hauts-de-France). De gemeente telt 609 inwoners (1999) en maakt deel uit van het arrondissement Arras.

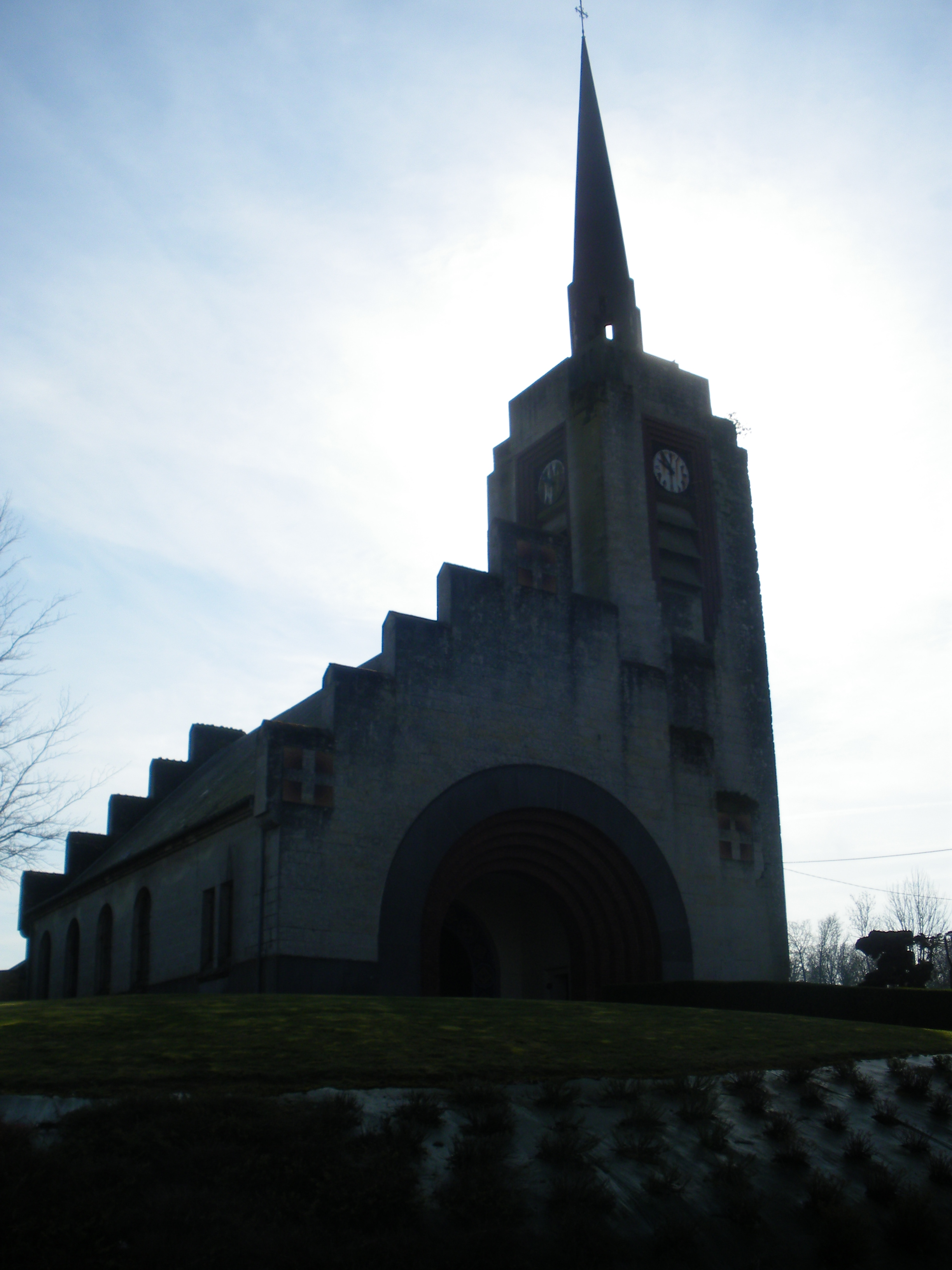
Église Saint-Denis

## Geschiedenis
Een oude vermeldingen van de plaats dateert uit 799 in Putialis in Adratinse. Uit de 13de eeuwen dateren vermeldingen als Puisex en Puiseus. De plaats bestond uit Puisieux-au-Mont en Puisieux-au-Val.
Puisieux-au-Mont lag in het oosten en werd in de 14de eeuw vermeld als Puiseues-ou-Mont. Het was een heerlijkheid in Picardië en behoorde bij het pays d'élection van Péronne. Puisieux-au-Val lag in het westen en werd in de 14de eeuw vermeld als Puieusues-ou-Val. Het lag in Artesië en was afhankelijk van de kasselrij van Bucquoy.
Puisieux-au-Val had een kapel, gewijd aan Sint-Margaretha (Sainte-Marguerite), maar die werd vernield in de 17de eeuw. De Église Saint-Denis van Puisieux-au-Mont bleef zo als enige parochiekerk over. De kerk werd in 1710 tijdens de Spaanse Successieoorlog vernield, maar werd herbouwd. De 18de-eeuwse Cassinikaart toont hier nog de plaatsen Puisieux au Val en Puiſieux au Mont.
Op het eind van het ancien régime vormden Puisieux-au-Mont en Puisieux-au-Val samen de gemeente Puisieux, waartoe ook de gehuchten Serre-lès-Puisieux en Baillescourt behoorden. Het dorp werd zwaar beschadigd tijdens de Frans-Duitse Oorlog van 1870-1871.
In de Eerste Wereldoorlog lag Puisieux vlak bij het front. Het dorp was in Duitse handen; het gebied ten westen van de gemeente was in Brits handen. In de omgeving werd in 1916 gestreden tijdens de Slag aan de Somme. In het voorjaar van 1917 namen Britten Puisieux in. Van het voorjaar tot de zomer van 1918 kwam het nog even terug in Duitse handen.

## Geografie
De oppervlakte van Puisieux bedraagt 11,8 km², de bevolkingsdichtheid is 51,6 inwoners per km². De gemeente ligt tegen de grens met het departement Somme. De dorpskern ligt in het noordoosten van de gemeente. Het gehucht Baillescourt ligt in het uiterste zuiden van de gemeente, zo'n 3,5 kilometer ten zuiden van het dorpscentrum in een uitloper van het grondgebied dat in het departement Somme snijdt. De rivier Ancre vormt er de gemeente- en departementsgrens. In het westen van de gemeente ligt het gehucht Serre-lès-Puisieux.
De onderstaande kaart toont de ligging van Puisieux (Pas-de-Calais) met de belangrijkste infrastructuur en aangrenzende gemeenten.

## Demografie
Onderstaande figuur toont het verloop van het inwonertal (bron: INSEE-tellingen).

## Bezienswaardigheden
- De Église Saint-Denis
- De gemeente telt verschillende Britse militaire begraafplaatsen uit de Eerste Wereldoorlog:
  - Luke Copse British Cemetery
  - Queens Cemetery
  - Serre Road Cemetery No.3
  - Ten Tree Alley Cemetery
  - Serre Road Cemetery No.1 ligt op de grens met buurgemeenten Hébuterne en Beaumont-Hamel.
- Op de gemeentelijke begraafplaats van Puisieux bevinden zich drie Britse oorlogsgraven uit de Tweede Wereldoorlog.